# Kerrin Lee-Gartner
Pour les articles homonymes, voir Gartner (homonymie).
Kerrin Lee-Gartner, né le 21 septembre 1966 à Trail, est une ancienne skieuse alpine canadienne.

## Palmarès

### Jeux olympiques
| Épreuve / Édition | Calgary 1988 | Albertville 1992 | Lillehammer 1994 |
| Descente          | 15e          | Or               | 19e              |
| Super-G           | -            | 6e               | 8e               |
| Combiné           | 8e           | -                | -                |

### Championnats du monde
| Épreuve / Édition | Vail 1989 | Saalbach 1991 | Morioka 1993 |
| Descente          | 7e        | 7e            | 9e           |
| Super-G           | -         | Ab.           | 4e           |
| Géant             | -         | -             | 23e          |
| Combiné           | 9e        | -             | -            |

### Coupe du monde
- Meilleur résultat au classement général : 9e en 1993

### Différents classements en coupe du monde
| Année/Classement | Général | Général | Descente | Descente | Géant  | Géant  | Super-G | Super-G | Combiné | Combiné |
| Année/Classement | Class.  | Points  | Class.   | Points   | Class. | Points | Class.  | Points  | Class.  | Points  |
| ---------------- | ------- | ------- | -------- | -------- | ------ | ------ | ------- | ------- | ------- | ------- |
| 1985             | 82e     | 2       | -        | -        | 43e    | 2      | -       | -       | -       | -       |
| 1986             | 77e     | 3       | 32e      | 3        | -      | -      | -       | -       | -       | -       |
| 1987             | 28e     | 44      | 10e      | 37       | -      | -      | 26e     | 2       | 16e     | 5       |
| 1988             | 51e     | 13      | 24e      | 11       | -      | -      | -       | -       | 22e     | 2       |
| 1989             | 49e     | 21      | 14e      | 21       | -      | -      | -       | -       | -       | -       |
| 1990             | 16e     | 78      | 9e       | 60       | -      | -      | 16e     | 18      | -       | -       |
| 1991             | 14e     | 553     | 4e       | 291      | 29e    | 44     | 7e      | 218     | -       | -       |
| 1992             | 9e      | 565     | 3e       | 294      | 26e    | 7e     | 199     | 19e     | 22      |         |
| 1993             | 34e     | 238     | 28e      | 58       | 34e    | 33     | 11e     | 144     | -       | -       |

## Arlberg-Kandahar
- Meilleur résultat : 9e place dans la descente 1993 à Cortina d’Ampezzo